# 대한민국 민법 제137조
대한민국 민법 제137조는 법률행위의 일부무효에 대한 민법 총칙 조문이다.

## 조문
제137조(법률행위의 일부무효) 법률행위의 일부분이 무효인 때에는 그 전부를 무효로 한다. 그러나 그 무효부분이 없더라도 법률행위를 하였을 것이라고 인정될 때에는 나머지 부분은 무효가 되지 아니한다.

第137條(法律行爲의 一部無效) 法律行爲의 一部分이 無效인 때에는 그 全部를 無效로 한다. 그러나 그 無效部分이 없더라도 法律行爲를 하였을 것이라고 認定될 때에는 나머지 部分은 無效가 되지 아니한다.

## 사례
- 정비사업의 추진위원회가 조합설립 전에 건설사를 시공자로 선정하였는데 이는 조합 총회의 고유권한이며 추진위원회에 권한이 없으므로 무효이다. 하지만 그 후에 추진위원회가 체결한 공사도급 가계약 중 공사도급계약 부분은 무효인 시공자 선정 결의에 근거한 것이므로 무효이나 금전소비대차계약 부분까지를 포함해 공사도급 가계약 전부가 당연히 무효로 되는 것은 아니다. 이는 공사도급 가계약 중 공사도급계약 부분이 무효라 하더라도 추진위원회와 건설사가 금전소비대차계약을 체결했을 것이라고 인정된다면, 법률행위 일부무효의 법리(민법 제137조)에 따라 금전소비대차계약 부분은 여전히 유효하다는 것이다[1].

## 판례
- 민법 제137조는 법률행위의 일부분이 무효인 때에는 그 전부를 무효로 하되, 그 무효부분이 없더라도 법률행위를 하였을 것이라고 인정될 때에는 나머지 부분은 무효가 되지 아니한다고 규정하고 있는바, 국토이용관리법상의 규제구역 내의 토지와 건물을 일괄하여 매매한 경우 일반적으로 토지와 그 지상의 건물은 법률적인 운명을 같이하는 것이 거래의 관행이고, 당사자의 의사나 경제의 관념에도 합치되는 것이므로, 토지에 관한 당국의 거래허가가 없으면 건물만이라도 매매하였을 것이라고 볼 수 있는 특별한 사정이 인정되는 경우에 한하여 토지에 대한 매매거래허가가 있기 전에 건물만의 소유권이전등기를 명할 수 있다고 보아야 할 것이고, 그렇지 않은 경우에는 토지에 대한 거래허가가 있어 그 매매계약의 전부가 유효한 것으로 확정된 후에 토지와 함께 이전등기를 명하는 것이 옳을 것이다[2] .

- 상호신용금고의 효력규정에 위반하여 담보제공약정이 이루어진 경우 그와 함께 이루어진 대출약정까지 무효인가? 이와 관련하여 대법원은 상호신용금고법 제18조의2 제4호는 상호신용금고가 경영자의 무분별하고 방만한 채무부담행위로 인한 자본구조의 악화로 부실화됨으로써 그 업무수행에 차질을 초래하고 신용질서를 어지럽게 하여 서민과 소규모 기업 거래자의 이익을 침해하는 사태가 발생함을 미리 방지하려는 데에 그 입법 취지가 있는 효력규정으로 이 사건의 합의는 무효이며 한편 민법 제137조는 임의규정으로서 의사자치의 원칙이 지배하는 영역에서 적용되며, 법률행위의 일부가 강행법규인 효력규정에 위반되어 무효가 되는 영우 그 부분의 무효가 나머지 부분의 유효, 무효에 영향을 미치는가의 여부를 판단함에 있어 개별법령이 일부무효의 효력에 관한 규정을 두고 있는 경우 그에 따라야 하고, 그러한 규정이 없다면 원칙적으로 민법 제137조가 적용될 것이나 당해 효력규정 및 그 법의 취지에 명백히 반하는 결과가 초래되는 경우에는 나머지 부분까지 무효가 된다고 할 수는 없다고 한다[3].

- 민법 제137조는 임의규정으로서 의사자치의 원칙이 지배하는 영역에서 적용된다[4]

## 같이 보기
- 무효